# MU -奇蹟の大地-
『MU -奇蹟の大地-』（ミュー きせきのだいち）は、3Dで描写された、上から見下ろす固定視点のMMORPG。韓国のWebzen社が開発し、同国では同社が運営も行っている。日本では2003年4月28日にクローズドβテストがスタート。その後有料サービス化したが、2007年に基本料金無料とし、アイテム課金制を導入。日本での運営会社は株式会社ゲームオンが行っていたが、2017年5月に「Webzen Japan Inc.」へ運営移管、及びサービス開始し現在に至る。

## 概要
サービス開始当初は月額利用料を払いプレイするタイトルであった。
その後、2007年3月8日から基本料金無料となっており、2007年4月5日より有料アイテムの販売を開始した。
シンプルなゲーム性はMMORPG初心者にも解りやすいタイトルと言える。
プレイヤーは、他プレイヤーとのコミュニケーション、レベルアップ、アイテムの強化などを目的にプレイする事になる。
現在では、現金を投入すれば、新規プレイヤーでも、ある程度まで古参のプレイヤーに追いつく事が可能なシステムを採用している。
所々にちりばめられた要素には運に左右されるものが多いため、プレイ時間の蓄積の他に、運による格差が生じやすい。
現在でも大型のアップデートが繰り返されており、以前より内容は格段に充実している。

## クラス
ナイト
接近戦、単体に対する攻撃、防御力が強力なクラス（職業）。
いくつかのクエストでは、中心的な役割を担うことが可能。
二次チェンジアップクエストを達成するとブレードナイト、三次チェンジアップクエストを達成するとブレードマスターとなる。
ウィザード
魔法による遠距離・範囲攻撃を得意とする。
防御力は低めだが、広範囲の敵を攻撃でき、支援系のスキルも使用可能。
単体の敵を攻撃するのは不得意。テクニックを磨けば、対人戦主体のクエストでも活躍が可能。
二次チェンジアップクエストを達成するとソウルマスター、三次チェンジアップクエストを達成するとグランドマスターとなる。
エルフ
弓やボウガンを駆使する遠距離攻撃や、回復・補助魔法による味方のサポートを得意とする種族。
日本では最初から導入されていたが、韓国版の初期では存在しなかった。
サポートに特化した、エナジーエルフ（EE)と呼ばれるタイプはパーティの要として特に重要視される。
二次チェンジアップクエストを達成するとミューズエルフ、三次チェンジアップクエストを達成するとハイエルフとなる。
召喚師
有料アイテムの「召喚師の証」を購入すれば最初から作成可能。
攻撃・支援系の多彩なスキルを駆使して、様々な場面、特に対人戦での活躍が期待できる。
二次チェンジアップクエストを達成するとブラッディサマナー、三次チェンジアップクエストを達成するとディメンションマスターとなる。
魔剣士
アカウント内のいずれかのキャラクターのレベルが220を超えていると新たに作成可能なハイブリッドタイプの魔法剣士。
兜は装備できないが、専用装備の他、ナイトとウィザード、双方の装備も装着できる。
レベルアップ時に割り振れるステータスポイントが、7ポイントである(通常は5~6)。
支援系のスキルは持たないが、高い攻撃力を有することが可能で、剣による攻撃か、魔法による攻撃のいずれかに特化した育成が主流。
対人戦は苦手で、モンスターの殲滅を得意とする。特に魔法攻撃に特化したタイプは、高い攻撃力を有する。
三次チェンジアップクエストを達成するとデュエルマスターとなる。
ダークロード
アカウント内のいずれかのキャラクターのレベルが250を超えていると新たに作成可能。
専用装備の他、ナイトの初期装備も装着できる。
このクラスでギルドを設立すると、最大80人のプレイヤーをメンバーとする事ができる（通常は最大60人）。
レベルアップ時に割り振れるステータスポイントが、7ポイントである(通常は5~6)。
他のクラスにはない統率という特殊なステータスがある。
三次チェンジアップクエストを達成するとロードエンペラーとなる。
レイジファイター
MU Season6から追加された格闘家をイメージしたクラス。
元々対人に適した職種として企画されたものである。
多彩な連続攻撃のスキルで中範囲の敵の殲滅力に優れている。
また、パーティにおいて最大HPや回避率を一時的にアップさせるといった支援系のスキルも存在する。
スキルの取得はモンスターがドロップする秘伝書によって取得可能
2次職はなく、レベル380以上になると、三次チェンジアップクエストが受けられ、クリアするとフィストマスターになることが出来る。
対人に適したスキルが存在し、レベルアップとステータスの振り方によってはSDゲージを瞬時に0にする程の威力を発揮する。
弱点としては、防御力と回避率が中盤までは低めである。これは、2次羽にあたるマントが無いことが考えられる。
これも3次職になり380アイテムを装備させれば、火力が大幅にアップするので、その火力を防御に代用することで解消可能

## マップ

### ロレンシア
MU大陸の中央部に位置する、低レベルのキャラクター向けのモンスターが徘徊するマップ。多雨地帯との設定で、典型的な中世ヨーロッパの雰囲気を持つ。
城塞都市風の街があり、様々なNPCが配置されている。
以前は、全てのワールドの1サーバーのロレンシアの街は、露店を出して商売を楽しむユーザーが集う場所であった。
現在は、レムリア、オルメカ、アステカのみ露店スペースとして利用しており、その他のワールドはロレン市場に移っている。
スタート職業 - ナイト、ウィザード、魔剣士、ダークロード
隣接マップ - ロレン市場、ノリア、デビアス、ダンジョン、ロレン峡谷

### ノリア
MU大陸の東部に位置する、低レベルのキャラクター向けのモンスターが徘徊するマップ。
欧州のおとぎ話風のモンスターが徘徊する草原が続く。
エルフの村があり、様々なNPCが配置されている。
スタート職業 - エルフ
隣接マップ - ロレンシア、アトランス、アイダ

### エルベランド
MU大陸の外れに位置する島、低レベルのキャラクター向けのモンスターが徘徊するマップ。
アメリカ合衆国西部を思わせる雰囲気のマップ。
ギリシャ風の村があり、様々なNPCが配置されている。
スタート職業 - 召喚師
隣接マップ - デビアス、アトランス

### デビアス
※ルナワールドは1サーバーのノリア。
MU大陸の北の辺境に位置する、低レベルのキャラクター向けのモンスターが徘徊するマップ。
一面の雪原で、小雪が舞っている。古城や村があり、様々なNPCが配置されている。
各ワールドの1サーバーのデビアスは、パーティの相手を探すプレイヤーで賑わっている。
隣接マップ - ロレンシア、エルベランド、ロストタワー、ラクリオン

### ダンジョン
低レベルのキャラクター向けの地下迷宮。
ロレンシアと接する。
アンデッドが徘徊し、最下層には魔将軍ゴルゴンが待ち構えている。

### アイダ
MU大陸の中西部に位置する、うっそうとした森林のマップ。
ノリアと接する。
村はないが、スタート地点にNPCが配置されている。

### ラクリオン
MU大陸の北の果てに位置する、非常に高レベルのキャラクター向けのマップ。
デビアスと接する。
ボスのセルバンとの戦闘は、非常にハイレベルな戦いとなる。
特殊なオプションを付与することができるソケットアイテムはラクリオンでしか手に入らない。

### ロストタワー
MU大陸の北に位置する呪われた塔。
デビアス、イカロスと接する。
最上階にはロストタワーの主、バルロックが待ち構えている。

### イカロス
天空に連なる道。別名「天空路」と呼ばれる。
ロストタワーと接する。
空中で戦うため、進入するには、羽、マント、デイノラントといった飛行できるアイテム及びペットの装着が必要。

### アトランス
MU大陸の東に位置する暖かい海。
ノリア、エルベランド、タルカンと接する。
羽・マントを装備していないキャラクターは、泳いで移動する。
最深部にはヒドラが徘徊しているという。

### タルカン
MU大陸の東に浮かぶ、砂漠の島。
アトランス、カントルと接する。
地下帝国カントルの人々による生物兵器の実験体が打ち捨てられており、冒険者の行く手を阻む。

### カントル
タルカンの地下に広がる、高度な文明を持ち、かつて栄えていた地下帝国カントルの廃墟と遺跡。
タルカンと接する。
ボスのナイトメアとの戦闘はナイトメアバトルと呼ばれるクエストとなっている。
アイテムに特殊なオプションを付与する調和の原石・宝石はカントルでしか手に入らない。

### カルリマ
「忘れられた地図」と呼ばれるアイテムによってのみ進入できるマップ。
レベルによって進入できるカルリマが異なり、全部で7つのカルリマがある。
最上級の「忘れられたカルリマ」には、MUのバックストーリーのラストボスである「クンドン」が現れるという。

### ヴォルカノス
最新のアイディアを盛り込んで、2009年8月13日に実装されたマップ。
他キャラクターとの決闘の際は、ヴォルカノスに移動して戦うようになり、決闘の観戦も可能。
PKペナルティが発生せず、2010年4月27日に実装されたゲンスシステムの主戦場となる。
戦闘フィールドへの移動には、移動コマンドが使用可能になる便利アイテムが必要。

### 平穏の沼地
謎に包まれた島。移動コマンドが可能になる便利アイテムを購入した、レベル（400）以上のキャラクターのみ入場可能。

### ロレン峡谷
ロレンシアの南に位置する巨大な城。
ワールドに一つだけのサーバーに置かれている。
ロレンシア、試練の地、クライウルフ要塞と接する。
ここでは、大規模な対人戦である、ミューワールドウォー（MWW)が繰り広げられる。

### 試練の地
ミューワールドウォー（MWW)の勝者のプライベートマップ。
ワールドに一つだけのサーバーに置かれている。
ロレン峡谷と接する。
MWWの勝者は、自分たち以外のプレイヤーの進入を制限したり、入場料を徴収することが可能。
セットアイテムと呼ばれるアイテムや、守護の宝石をドロップする。

### クライウルフ要塞
ロレンシアの南に位置する要塞。ワールドに一つだけのサーバーに置かれている。
ロレン峡谷と接する。
毎週、水曜日と土曜日の22:15より、クライウルフ攻防戦と呼ばれるクエストが開催されている。
フェンリルと呼ばれるペットを作成するためのアイテムをドロップする。

### バルガスの兵営・バルガスの安息所
3次チェンジアップクエストのためのマップ。
クライウルフ要塞と接する。
非常に高レベルのモンスターが徘徊している。

### ロレン市場
2010年4月27日に実装。
ロレンシアの街の拡張スペース的なフィールド。ワールドに一つだけのサーバーに置かれている。
つまり、どのサーバーにいても、サーバーチェンジを経ずに入ることができる。
ロレンシアの街中から移動できる他、このサーバーにあるマップでは唯一、移動コマンドでも移動可能。
主にユーザーが露店を出すことを念等に置いて実装されたマップだが、様々な利用法が考えられる。

### 競技場
ギルド同士で対戦するバトルサッカーが出来るアリーナ。
バトルサッカーに参加するか、移動コマンドを使用した際に移動が可能である。

### サンタ村
専用アイテムを使用してのみ入ることができる村。
キャラクターの能力を強化する祝福をしてくれるNPCが配置されている。
年末年始には、プレゼントをくれるサンタクロースも現れる。

### カルタン
Season6から登場したフィールド。
デビアス等と同じく街エリアと敵の徘徊するいくつかのフィールドで構成されている。
街エリアでは、レイジファイターの武具が購入できる。
カントル2の奥と同等以上の強さのモンスタが徘徊してる。

### アケロン
ex700で登場。精霊達が集まる幻の島という設定。
入るためには精霊の地図が必要。
カルリマの忘れられた地図同様に専用の欠片を5つ集めることで完成できる。
属性システムの属性が付与された様々なモンスターが徘徊しており、倒すと属性アイテムとしてグリモアやエーテルの生成素材が手に入る。
属性アイテムの強化等は、ここにいるNPCで行う。

## アイテムの種類

### ゼン
本作の基本通貨。名前の由来は開発元の会社名から。
モンスターを倒すと高確率で落とし、NPCやユーザー間の取引で使用される。
ドロップするゼンの数量は、得られた経験値によって変動する。

### 装備品
キャラクターに装備できるアイテムは、全部で12スロット。(魔剣士は兜が装備できないため、11スロット）
武器・盾（両手）、兜・マスク（頭）、鎧（胴体）、グラブ（手）、ガーダー（腰）、ブーツ（足）、羽・マント、リングx2、ネックレス、ペットである。
武器・盾
武器や盾には、クラス（職業）ごとに、様々なものが用意されている。
両手で装備するものと、片手用のものがあり、クラスによっては、様々な組み合わせの二刀流も可能。
グラブ・ブーツ
アイテムランクが+5以上のグラブとブーツを装備している場合、走ったり、速く泳ぐことができ、移動速度が上がる。
魔剣士・ダークロードは、これらの装備にかかわらず、走ったり、速く泳ぐことができる。
ペット
本作にはペットと呼ばれる、多彩なアイテムが存在する。
これらはキャラクターの攻撃力・防御力・移動力に修正を加えてプレイに楽しみを与えてくれる。
2009年11月の時点では、計15種類。
サタン、デーモン、守護天使、守護精霊、ユニリア、ディノラント、4種類の各フェンリル、赤鼻のルドルフ、白と黒のポンガ、白銀のアリオン。
ダークロード専用のダークスピリット、ダークホースなど。
羽・マント
装着することにより、移動速度、攻撃力、防御力、などに修正が加えられる。
ビジュアル的にも、とても目立つため、初心者が装着を目標とすることも多い。
エクセレントアイテム
ノーマルアイテムよりも能力の高い装備品。通称「EX」。
特殊な専用オプションが付いている。
セットアイテム
いくつか揃えることで、特殊な能力を発揮する装備品。
「試練の地」と呼ばれるマップと、クエストの「カオスキャッスル」、カルリマのクンドンでのみドロップする。
レベル380装備
レベル380以上から、装備可能な武具。
対人戦に有効な特殊なオプションを付与できる。
ソケットアイテム
レベル380以上のキャラクターが装備可能な装備品。
多彩な能力を秘めた「シード」と呼ばれるものを装着して、任意のオプションを付けられる。
属性アイテム
ex700から導入されたシステム関連のアイテム
グリモアと呼ばれるアイテムには様々な属性の1つが付与されており、装備するとその属性が付与される。
同時に登場したマップであるアケロンのモンスターとの攻撃や防御等で互いの属性に応じた結果が適用される。
なお、対人においては通常マップでも互いの属性に応じた追加ダメージが発生する。
グリモアにはミュレンの古写本とエトラムの巻物があり、それぞれ装備できる最低レベルが異なる。
グリモア単体でも効果は出るが、更なる効果の強化はソケットにエーテルをはめ込むことで可能。
エーテルはアケロンでドロップする素材を同エリアのNPCによって合成することで生成される。
グリモアについては、アケロンの各モンスターの他に通常マップのボス級のモンスターからドロップする。

### 一般アイテム（ごく一部のみ）
りんご・ポーション
生命（HP)を回復するアイテム。
マナポーション
スキルを発動する際に消費する、マナを回復させるポーション。
矢とボルト
エルフ用の武器、弓やボウガンを使うのに必要となる。
スキルアイテム
各クラス（職業）がスキルを習得するために必要なアイテム。
玉、法書、巻物、羊皮紙などがある。
クエストアイテム
クエストに参加するためのアイテムを作成するための素材。

### 宝石
宝石は本作において非常に重要なアイテムである。
本来の目的とは別に、そのドロップ率の低さから高額で取引され、通貨として利用されている。
例えれば、本作の通貨のゼンは硬貨であり、宝石は紙幣といったところである。
混沌の宝石
「カオス合成」に必要な触媒。
比較的、低レベルのフィールドでドロップするため、初心者でも入手が可能。
逆に高レベルのフィールドでは、ドロップしないため、全体的に高レベルのキャラクターを増えた現在のMUでは、価格が高騰している。
祝福の宝石
本作における、実質的な基軸通貨。
本来の使用目的はノーマルから+6までのアイテムランクの装備品を確実にランクアップすることである。
合成の際の素材としても使用する。
霊魂の宝石
装備品のアイテムランクを上げたり、合成の際の素材としても使用する。
生命の宝石
装備品に追加攻撃力・追加防御力（率）を付与することができる。
合成の際の素材としても使用する。
創造の宝石
キャラクターのステータスに修正を加える「ステータスの果実」の原料。
合成の際の素材としても使用する。
守護の宝石
試練の地でのみドロップする宝石。
ロレン峡谷にそびえる、巨大な城の強化に使用される。
合成の際の素材としても使用する。
調和の原石
カントルでのみドロップする宝石の原石。
NPCに精錬してもらうと、調和の宝石となる。
調和の宝石
エンチャントと呼ばれる、装備品に特殊なオプションを付与するための宝石。
合成の際の素材としても使用する。

## 合成
本作の大きな楽しみとなっているシステム。
いくつかの素材（マテリアル）を投入して、一定の確率で、アイテムを強化したり、目的のアイテムを得るというもの。
代表的なものは「カオス合成」で、ノリアの村にいるNPCのカオスゴブリンを通じて行われる。
最近では、カオスゴブリン以外のNPCでも、様々なアイテムを作成することができる。

## ゲンスシステム
2010年4月27日に実装された、対人戦を主体としたシステム。
MU大陸を二分する「デュープリアン」と「バネルト」という勢力のどちらかに所属して、勢力内でのランキングを競うというもの。
ランキングは、貢献度というポイントによって決定され、それは、主に相手勢力との対人戦の結果によって増減する。
現在の主戦場（紛争地帯と呼ばれる）は、ヴォルカノスとなっている。

## クエスト

### チュートリアル&ミッション
2009年11月26日のSEASON5より実装された様々なクエストの総称。
複数のミッションで構成された連続性のあるものや、期間限定で配信されるものなども予定されている。
現在は、低レベル向けのものが多いが、今後も随時、追加されてゆく予定。

### 競争型クエスト
プレイヤー同士が勝敗を競い合うクエスト。
ギルド戦争
クエストマップを除く、任意のフィールドで、ギルド同士の戦闘を楽しむクエスト。
ポイント制で、20点先取で勝利確定。
相手ギルドのメンバーを倒すと1点、ギルドマスターを倒せば2点を獲得する。
現在はあまり行われることは少ない。
バトルサッカー
ギルド対ギルドの「ギルド戦」を発展させたもの。専用の競技場で行われる。以前は国際試合も行われた。
基本ルールは100点先取で勝利確定。
ボールを攻撃して動かし、相手陣地のゴールに入れると20点、相手チームの選手を倒すと1点、ギルドマスターを倒せば2点を獲得する。
NonPvPサーバーと呼ばれる、殺し合い禁止のサーバーでプレイすれば、PK（プレイヤーキル）の要素を除外して楽しめる。
その際、時間制限や、○点先取で勝利確定などのローカルルールを適用するギルドもある。
現在はあまり行われることは少ない。
デビルスクエア
通称、DSと呼ばれる。大量のモンスターが出現する中で、20分間の生き残りを掛けた戦いを繰り広げるクエスト。
本作の経験値獲得の基本とするプレイヤーも多い。
参加するためには「悪魔の招待状」が必要。
ブラッドキャッスル
通称、BCと呼ばれる。大量のモンスターが出現する中で、15分以内に大天使の武器を取り戻すクエスト。
本作の経験値獲得の基本とするプレイヤーも多い。
参加するためには「透明マント」が必要。
カオスキャッスル
通称、CCと呼ばれる。大量のNPCと、複数のプレイヤーが入り乱れて10分間の生き残りを掛けて戦うクエスト。
多くの宝石とセットアイテムを獲得できる可能性がある。
参加するためには「近衛兵の鎧」と「ゼン」が必要。
ミューワールドウォー（MWW)
二週間に一回、日曜の21:00~23:00まで開催されている、非常に大規模なギルド戦。
2~5ギルドが連合を組み、最大、4連合で勝敗を争う。最大参加人数は1600人。
勝利した連合は、ワールド全てのサーバーに税金を掛けることが可能。
その他、「試練の地」と呼ばれる、連合のプライベートマップの入場制限や、城主合成と呼ばれる特殊な合成を行う権利を得る。
イリュージョンテンプル
通称、ITと呼ばれる。ランダムに振り分けられた2チームが、出現する聖火をより多く自陣に運ぶのが目的。
対人戦に特化したクエストで、参加費も高額だが得られる経験値も多い。
参加するためには「血の巻物」が必要。

### レイド
レイドという言葉はMUではあまり使われないが、プレイヤー対モンスターの大規模戦闘を指す。
クライウルフ攻防戦
毎週、水曜と土曜の22:15~22:45までの間、クライウルフ要塞で開催される。
目的は敵軍から要塞を死守しつつ、敵の総大将のバルガスを倒すことである。
レベル260以上のエルフのみ「狼の祭壇」と契約が可能。契約を済ませたエルフを守りきることで、要塞を防衛する。
制限時間内にバルガスを倒せばクエストクリアーとなる。
勝利した際の報償は、バックストーリーのボスの弱体化、守護の宝石のドロップ率アップ、クエストアイテムの合成の成功率アップなど。
敗北すると、要塞は廃墟と化し要塞内のNPCは消失する。
ナイトメアバトル
カントルのボスである「ナイトメア」を討伐することが目的のクエスト。
成功すると24時間の間、調和の原石を調和の宝石に精錬することが可能となる。
ドッペルゲンガー
2009年11月26日のSEASON5より実装された新クエスト。
開催時間は決まっていないので、好きな時間にプレイできる。
参加する際のレベル制限が無いため、レベル1と400のキャラクターでも一緒に参加することが可能。
ルールは、自陣（スタート地点）に向かってくる敵に合計3体、到達されたら負けというもの。
難易度は高めである。
カンターリベリオン
2009年11月26日のSEASON5より実装された新クエスト。
開催時間は決まっていないので、好きな時間にプレイできる。
参加する際のレベル制限が無いため、レベル1と400のキャラクターでも一緒に参加することが可能。
月曜から日曜日まで、曜日ごとに別個のマップが用意されている。
日曜日の最終ボスを倒すためのマップに入場するためには、月曜から土曜日までの各マップのボスからドロップする6種類のアイテムが必要。
難易度は、高めである。

### チェンジアップクエスト
一定のレベルに達するとトライできるクエスト。
成功すると上級クラスとなることができ、新たな能力を習得できるようになる。ビジュアルに変化もある。
二次クラスチェンジアップ・第一クエスト
魔剣士とダークロードを除くキャラクターのレベルが、150を越えると挑戦できる。
成功するとステータスポイントを10獲得し、二次クラスチェンジアップ・第二クエストへの挑戦が可能となる。
二次クラスチェンジアップ・第二クエスト
二次クラスチェンジアップ・第一クエストを完了することで挑戦が可能。
成功すると、二次クラスにチェンジアップする。
第三クエスト
魔剣士とダークロードを除くキャラクターのレベルが、220を越えると挑戦できる。
成功すると、レベルアップ時の獲得ステータスポイントが6となる。
第四クエスト
ナイトの二次クラスである「ブレードナイト」専用のクエスト。
第三クエストを完了することで受けられる。
成功すると、強力な攻撃力を持つ「コンボスキル」の使用が可能となる。
三次クラスチェンジアップ・第一クエスト
全てのキャラクターのレベルが380を越えると挑戦できる。
成功すると、ステータスポイントを20獲得して、三次クラスチェンジアップ・第二クエストの挑戦資格を与えられる。
三次クラスチェンジアップ・第二クエスト
三次クラスチェンジアップ・第一クエストを完了した後に、キャラクターのレベルが400に到達すると受けられる。
成功すると、ステータスポイントを20獲得して、三次クラスチェンジアップ・第三クエストに挑戦できる。
三次クラスチェンジアップ・第三クエスト
三次クラスチェンジアップ・第二クエストを完了すると挑戦できる。
成功すると、ステータスポイントを30獲得。三次クラスにチェンジアップする。

## ワールド
プレイヤーは「ワールド」にキャラクターを作成し、複数あるサーバーから一つを選んでゲームに接続する。
個々のサーバーにはパラレルワールドのように、他のサーバーとほぼ同じ状態、地形のマップがある。
同一のワールドであれば、いずれのサーバーに接続しても前回のログアウト地点から引き続きプレイすることができる。

### ワールドの統合
オープンから8年経過したサービスでもあるため、当時と現在とでは、各ワールドのプレイヤーや時代の流れによって他のゲームへ乗り換えていった方も居るため、ワールドによって過疎化も進んでいた。
これは、当ゲームに限ったことではないが、パーティではないと進められないクエストがあることからワールドによって不利な展開になったり、最も過疎化の進んだワールドでは敵対関係無くして関わるプレイヤーが協調していたなど、幾つかの文化の違いも存在していたほどである。
プレイヤーの過疎化はゲームバランスに影響するため、その調整を目的として過去数回ワールド統合を実施している。
ワールド統合の際は、各ワールドのユーザーの名寄せが発生するため、避けられない制約が存在した。
代表的なものは以下のとおりである。
ゲンス、連合、ギルドは加入していない状態になり、各種ポイントもリセットされる。
フレンドリストがリセットされる。
同じゲームチューIDで複数サーバーでプレイしている場合、ログイン率が多い方が移行の対象となり、片方は消滅する。
同一名称が存在する場合、後に登録されたユーザー名については初回ログイン時に変更が必要
なお、イグニスワールドへの統合については、これまでのワールドが1つに集約するという大規模なものである。
そのため、初回告知の後、ユーザーの声を運営側が耳を傾ける猶予期間的な試みがあった。
ユーザーの声をできるだけキャッチアップした結果、以下の対応を追加で実施することになった。
移行対象外のワールドについて、キャラクタ単位で引き継ぎが可能になった。
専用ページでワールドを選択して移行したいキャラクタを選択することでイグニスワールドへ移行可能。
※イグニスワールドの空き枠分移行が可能で既に5キャラ分いる場合は、削除して空き枠がない限り不可能。
移行されたキャラクタは、以前のワールド統合の制約の他に、倉庫内アイテムとゼン、便利アイテムの効果は引き継がれない。
過去に下記のワールド統合が実施された。
ソル：マヤとアステカを統合
ガイア：レムリアとバビロンを統合
なお、統合されないルナ、オルメカも含めて最終的にイグニスワールドに統合された。
現在稼働中のワールドは以下の2つである。

### イグニス
2012年2月29日にソル（マヤ・アステカ）、ルナ、オルメカ、ガイア（レムリア、バビロン）を1つに合併したものとなっている。
これにより、全ユーザーが1つのワールドで取引やクエストで関わることが可能になった。
また、サーバーの数も11台となっており、そのうち最後の3つはゴールドサーバーとして稼働している。
それ以外は1から3がNON-PvP、4から8がPvP可能なサーバーとなっている。

### アネモス
イグニスと同日に新規でオープンしたワールド
オープン当初はユーザー数の居ない新サーバーのため、同ワールドでのキャラクター育成支援として、様々なキャンペーンが実施されている。
過去には以下のワールドが存在していた。

### マヤ
2003年4月28日に開設された、日本のMUでは最古のワールド。
初期の頃は、先進的な偉業を数多く達成した歴史を持つ。
後にソル、イグニスと統合された。

### レムリア
2003年6月12日のオープンβテスト開始に合わせて開設されたワールド。
アイテムトレードの際に、MU公式サイトが用意している取引掲示板を利用しない慣例のある唯一のワールド。
後にガイア、イグニスへと統合された

### オルメカ
2003年8月8日の18:00に開設されたワールド。
一時期は、ワールドの並び順で一番上に表示されていたり、テストサーバーのデータに繰り返し利用されるなど優遇されていた。
後にイグニスへと統合された。

### バビロン
2003年10月23日21:00に開設。
当初はタルカンと呼ばれるマップの実装を記念して開設される予定であったが、タルカンの実装は延期された。
オープンβテストの最盛期に開設された為、当時は最大の人口を擁していた。
後にガイア、イグニスへと統合された。

### アステカ
オープンβ開始3周年を記念して、2006年6月12日14:00に開設されたワールド。
開設当初は、パーティープレイを重視して一部のクエストが開催されていなかったが、現在は他のワールドと差異はない。
過疎化が進んでおり、全ワールド中、最も規模の小さいワールドとなっている。
後にソル、イグニスへと統合された。

### ルナ
基本料金無料化に合わせ、2007年3月8日に開設された、MUで最も新しいワールド。
後にイグニスへと統合された。

## 出来事
- 2004年11月24日、抽選でゲーム内のアイテムが当たる「ミューガチャ」というサービスを開始する。2007年4月5日よりゲーム内でのシステムに移行。
- 2004年12月13日頃より、一部ユーザーによるシステムをハッキングした大量の不正アイテム作成行為があった。運営チームは、それら不正に作成された「祝福の宝石」がゲーム内で流通されていたと2005年1月発表。大規模な回収が行われた。
- 2005年2～3月、アカウントが大量にハッキングされる事件が発生。
- 公式ページにて、同4月28日に出された情報によると、不正アクセスに関与したアカウントは2,090件に及んだ。
- 2005年8月11日、「ミューガチャプレイチケット」を購入するとGMが不正アクセス事件で押収したアイテムをプレゼントするというイベントを企画。また、GM「航」がワールドを回って不正アクセス押収品をオークションするという、「ガチャネット航のBigサマー ガチャキャンペーン！」を発表。本来なら直ちに削除されるべきデータを運営側が配付するのは不適当との指摘を受けて、運営チームは、不適切な内容であったとのお詫びのコメントを発表した。
- 2006年7月27日ゲーム情報サイト「ジーパラドットコム」経由でユーザー登録した人たちの個人情報が流出する。
- 2007年4月5日からアイテム課金制を導入。その際、それまでゲームの基本仕様として定着していたマップ間移動の「移動コマンド」機能に制限を加える。
- 基本無料化以後、MU公式サイトの掲示板は有料サービスとなっている。
- 2017年3月、日本法人「Webzen Japan Inc.」設立。
- 2017年5月、「ミュー 奇蹟の大地」、「C9」、「Soul of the Ultimate Nation」の運営移管、及びサービス開始。